# Acantholimon mirtadzadinii
Acantholimon mirtadzadinii är en triftväxtart som beskrevs av Mostafa Assadi. Acantholimon mirtadzadinii ingår i släktet Acantholimon och familjen triftväxter. Inga underarter finns listade i Catalogue of Life.